# ایب (آدورلد)
اِیب (به انگلیسی: Abe) (که در میان دوستانش با نام لب‌بخیه‌ای شناخته می‌شود)، یک شخصیت خیالی در سری بازی‌های ویدئویی آدورلد که توسط شرکت ساکنان آدورلد ساخته شده‌است. ایب برای اولین بار در سال ۱۹۹۷، در بازی آدورلد: ادیسه ایب معرفی شده و بعدها در قسمت‌های بعدی نیز به عنوان شخصیت اصلی بازی ایفای نقش می‌کرد. اِیب از نژاد مودوکان‌ها و موجودی بسیار زشت با چشمانی بزرگ به رنگ نارنجی در سیاره مودوس است. در ابتدا او به عنوان یک برده در مزرعه‌های رپچور در قسمت بسته‌بندی گوشت گیاهی مشغول به کار است، که بالاخره از آنجا فرار می‌کند. با وجود شک و تردیدهای ایب به عنوان فرد منتخب، او موفق به آزاد کردن بسیاری از نژاد خود، از چنگال گلوکون‌های ستمگر شد.
اِیب شخصیتی مورد تقدیر قرار گرفته توسط منتقدین بود. او در کنار اژدهای اسپیرو و کراش باندیکوت، یکی از نمادهای شانس‌بیار غیر رسمی کنسول پلی‌استیشن به شمار می‌رفت، و نمونه‌ای از سبک‌های جاافتاده‌تر بازی‌های سکوبازی در کنسول پلی‌استیشن بود.